# Gianluigi Negri
Gianluigi Negri (Cavagliano, 9 marzo 1935 – Vigevano, 11 marzo 1992) è stato un calciatore italiano, di ruolo attaccante.

## Caratteristiche tecniche
Giocava come mezzala.

## Carriera
Nella stagione 1955-1956 esordisce con la maglia del Vigevano, con cui segna 5 reti in 25 presenze in Serie C; veste nuovamente la maglia della squadra lombarda nella stagione 1957-1958, nella quale contribuisce con una rete in 20 presenze al raggiungimento della promozione in Serie B. Nella stagione 1958-1959 gioca nella serie cadetta con il Vigevano, e grazie alle 6 reti messe a segno in 33 presenze è il capocannoniere stagionale dei lombardi, che a fine stagione retrocedono in Serie C.
Negri viene ceduto al Catanzaro, con cui nella stagione 1959-1960 gioca ancora in Serie B: nel corso del campionato scende in campo in 23 occasioni con la squadra calabrese, segnando 2 reti.
Dopo questa seconda stagione in Serie B torna nuovamente a giocare in Serie C: nella stagione 1960-1961 segna 10 reti in 33 presenze in terza serie con la maglia del Savona, squadra della quale con 6 gol in 31 presenze è il miglior marcatore stagionale nella stagione 1961-1962. Passa quindi all'Ivrea, con cui tra la stagione 1962-1963 e la stagione 1963-1964 gioca complessivamente altre 61 partite in Serie C. Dopo il biennio ad Ivrea continua a giocare in Piemonte, vestendo però la maglia del Casale in Serie D: nella stagione 1964-1965 segna 7 reti in 29 presenze, mentre nella stagione 1965-1966 va a segno 8 volte in altre 22 presenze. Nel 1966 lascia il Casale, ma negli anni seguenti continua a giocare in Serie D: dal 1967 al 1971 gioca infatti altre 68 partite in questa categoria con la maglia del Vigevano.
In carriera ha giocato complessivamente 56 partite in Serie B (con 8 reti all'attivo), 170 partite in Serie C e 119 partite in Serie D.